# Biblioteca capitolare di Treviso
La Biblioteca capitolare di Treviso è la biblioteca del Capitolo del Duomo di Treviso, ospitata negli ambienti delle Canoniche Nuove, esistente già a partire dal XII secolo.

## Storia

### Le origini
L'esistenza della Biblioteca capitolare del Duomo di Treviso è documentata da una pergamena risalente al 1135 circa, che riporta l'elenco dei quaranta manoscritti che il medico Giovanni, primo bibliotecario conosciuto, consegnò al successore. Oltre a testi biblici e di argomento religioso, la biblioteca possedeva allora le Gesta Langobardorum di Paolo Diacono, un libro di computi, la Via regia grammatice, un Priscianus maior, la Dialectica (et glosse eius) e le opere di Boezio, tutte opere finalizzate allo studio della grammatica e della dialettica, materie che rientravano pienamente nella formazione prevista per gli ecclesiastici. Anche la cultura profana era però rappresentata con Vergilius (Publio Virgilio Marone), Horatius (Quinto Orazio Flacco) e due volumi di Terentius (Publio Terenzio Afro).
La biblioteca si arricchì con acquisti, lasciti e donazioni durante i secoli successivi. Si ha notizia però anche furti e alienazioni, evidentemente a causa della scarsa rilevanza o del disinteresse dei testi da parte dei preposti all'Istituto.

### XVI secolo
Nel 1505 il canonico Pietro Loredan, figlio di Lorenzo Loredan, Podestà di Treviso, finanziò importanti lavori nei locali adibiti a biblioteca ed affidò all'umanista Giovanni Aurelio Augurelli il compito di riordinare i testi. Una lapide, distrutta nell'incendio del 1944, ricordava i lavori:

### XVIII e XIX secolo
Verso la metà del XVIII secolo, nell'ambito di un vasto intervento che interessò oltre alle canoniche anche il Duomo, il bibliotecario Rambaldo degli Azzoni Avogaro, risistemò e razionalizzò Biblioteca e Archivi affidando il progetto a Giordano Riccati. Arricchì generosamente la biblioteca e invitò confratelli e privati a fare altrettanto.
Fu verso la fine del Settecento, sotto la direzione del successore dell'Avogaro, Giambattista Rossi, che la Biblioteca capitolare raggiunse l'apice del suo splendore per quantità e qualità delle sue raccolte.
Rossi raggiunse un importante accordo con il Comune di Treviso: nel 1820 cedette alla Municipalità la propria biblioteca personale (circa 30000 volumi), questa, assieme al materiale archivistico del Comune, fu depositata a partire dal 1824 nei locali della Biblioteca capitolare, aperta al pubblico e rinominata "Biblioteca capitolare e comunale".
All'inizio del XIX secolo, i canonici riuscirono poi a salvare le sepolture di Pietro Alighieri e Francesca Petrarca, già, rispettivamente, in Santa Margherita e in San Francesco, chiese sconsacrate e requisite dai francesi.  Conservati assieme ad altri numerosi cimeli, i due monumenti furono ricomposti nel 1928 nella chiesa di San Francesco, restaurata e restituita all'originaria funzione.
Accanto a questi grandi risultati, sotto la direzione di Rossi la biblioteca subì anche un primo danno, causato dalle ruberie e i saccheggi da parte degli agenti imperiali francesi, che prelevarono diversi incunaboli e una raccolta di cinquecentine.
Nel 1847 il Comune dispose poi una sede autonoma per il proprio fondo bibliografico: dopo la separazione la Biblioteca capitolare non fu più aperta al pubblico e rimase accessibile ai ricercatori e agli studiosi previo permesso del Capitolo.

### XX secolo
Durante il XIX secolo continuarono i lasciti e le donazioni tanto che negli anni trenta del XX secolo, a ridosso della seconda guerra mondiale, la Capitolare poteva vantare un considerevole patrimonio suddiviso in:
- Biblioteca capitolare: 30.000 volumi a stampa, 300 opuscoli, 470 manoscritti, 95 incunaboli, 11 grandi scatole di pergamene, 24 scatole di Atti del Comune di Treviso dal 1339 al 1523, 5578 'Ducales' dall'anno 1264 al 1793, e raccolte di storia locale trevigiana.
- Archivio capitolare: Bolle Papali, Atti Capitolari, 19 grandi scatole di Pergamene, Libri di Amministrazione del Capitolo e della Cattedrale, numerosi altri Registri di Battesimo e di Morte.
- Archivio musicale: 42 Codici musicali di autori dei secoli XIV - XV - XVI e dei primi anni del XVIII secolo, tra i quali anche le copie autografe delle composizioni di Medoro Coghetto.

La Biblioteca capitolare possedeva inoltre una Pinacotece, una collezione di incisioni in rame e litografie, reperti archeologici, sculture in marmo e una raccolta di monete.

Via Paris Bordone dopo il bombardamento. In fondo al varco a sinistra, il muro con la loggia della Biblioteca.

Il 7 aprile 1944, il bombardamento anglo-americano causò un incendio che interessò la Biblioteca capitolare e le case vicine. La maggior parte del patrimonio presente nell'edificio andò distrutto, si salvò quanto era stato trasferito dal bibliotecario Giovanni D'Alessi nelle diverse parrocchie della periferia cittadina. È attualmente impossibile elencare i fondi perduti perché andarono distrutti anche gli inventari, i cataloghi e gli schedari. Andò comunque completamente perduto il lascito Lunardoni (quattro scaffali di libri), la raccolta dei giornali locali ed esteri, gli archivi della Confraternita del Santissimo Sacramento, dalla fondazione (1496) alla soppressione (1810) e della Scuola dell'Annunziata.
Il patrimonio salvato dal bombardamento è stato in parte restaurato e altri lasciti si sono aggiunti ad arricchire la Biblioteca capitolare.

## Sede
La prima fonte a noi nota colloca già la sede della Biblioteca nelle Canoniche Nuove, delle quali occupa attualmente l'intero secondo piano e la torre (detta del "conte Giovanni", nobiluomo che, all'inizio del XII secolo, donò l'area dove sorsero le nuove canoniche).
È stato ipotizzato che una prima biblioteca avesse trovato spazio negli edifici delle Canoniche Vecchie, dove la presenza dei Canonici è attestata fin dall'VIII secolo.
Poco sopravvive dell'aspetto della sede della Biblioteca quale si presentava nel 1944. Con i lavori di restauro si cercò di restituire gli ambienti alla forma romanica del XIII secolo. Si salvò ed è tuttora visibile l'elegante loggia che si affaccia su vicolo Duomo.

## Galleria d'immagini

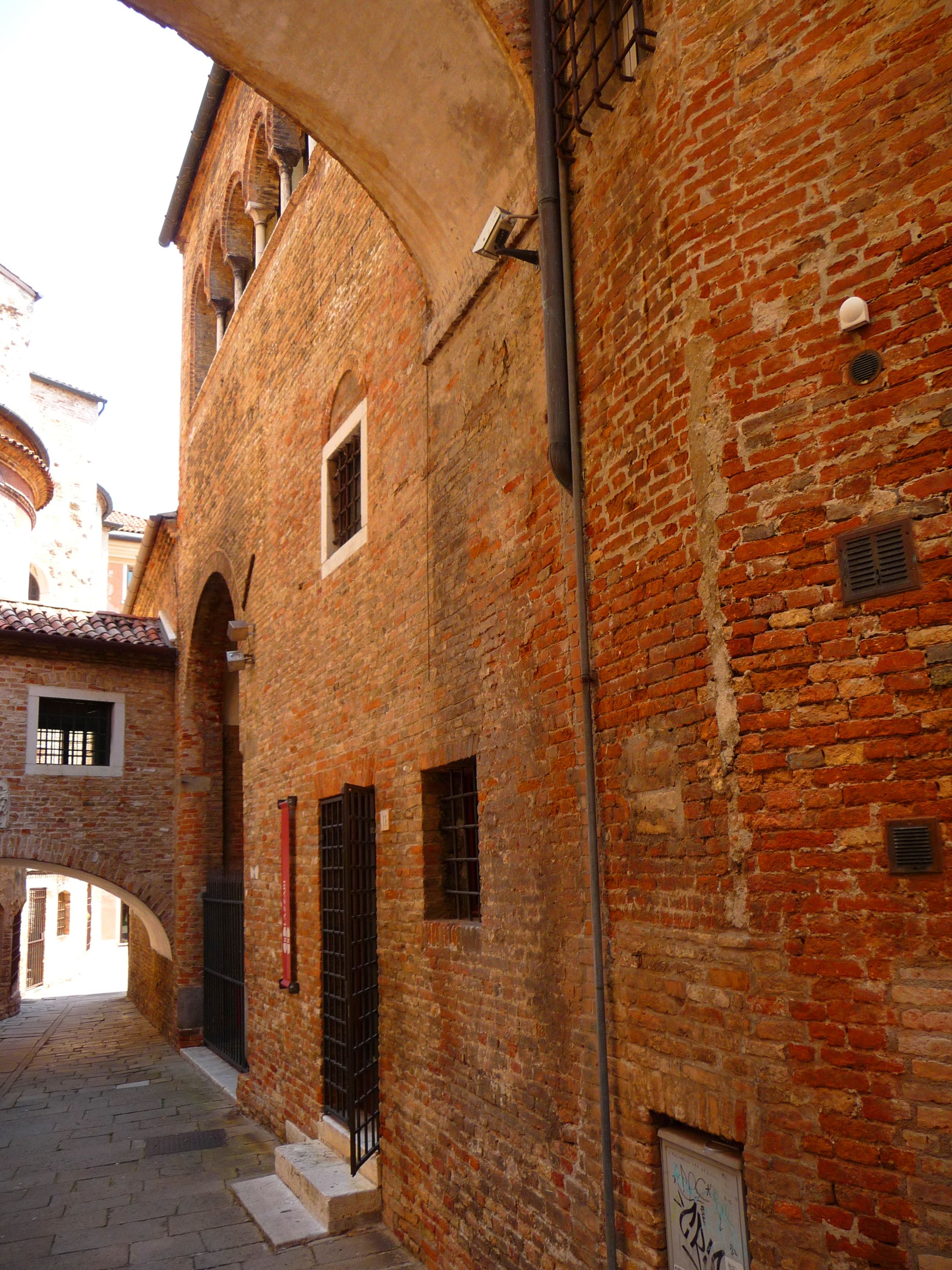
Le Canoniche Nuove
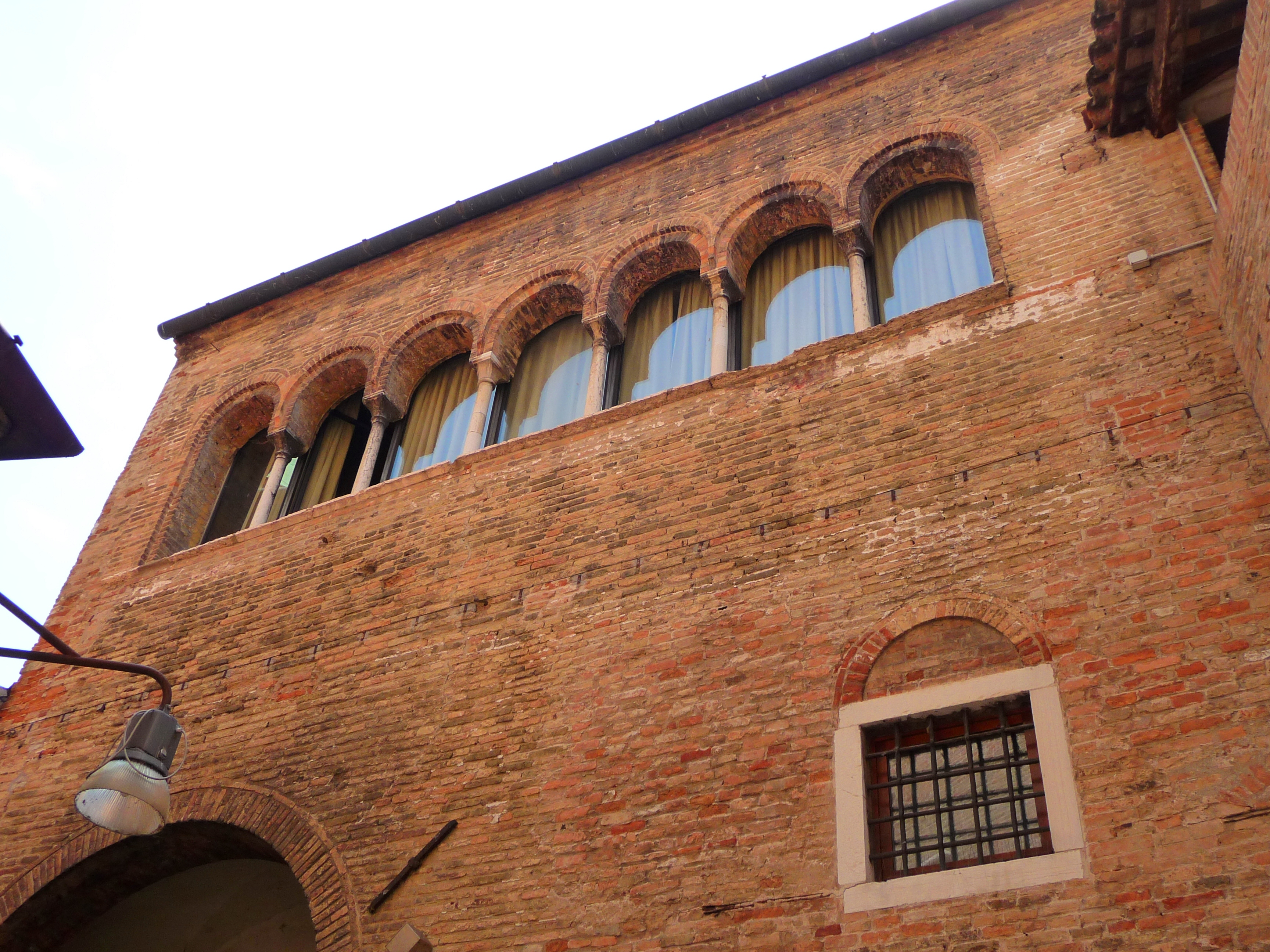
L'elegante loggia della Biblioteca capitolare
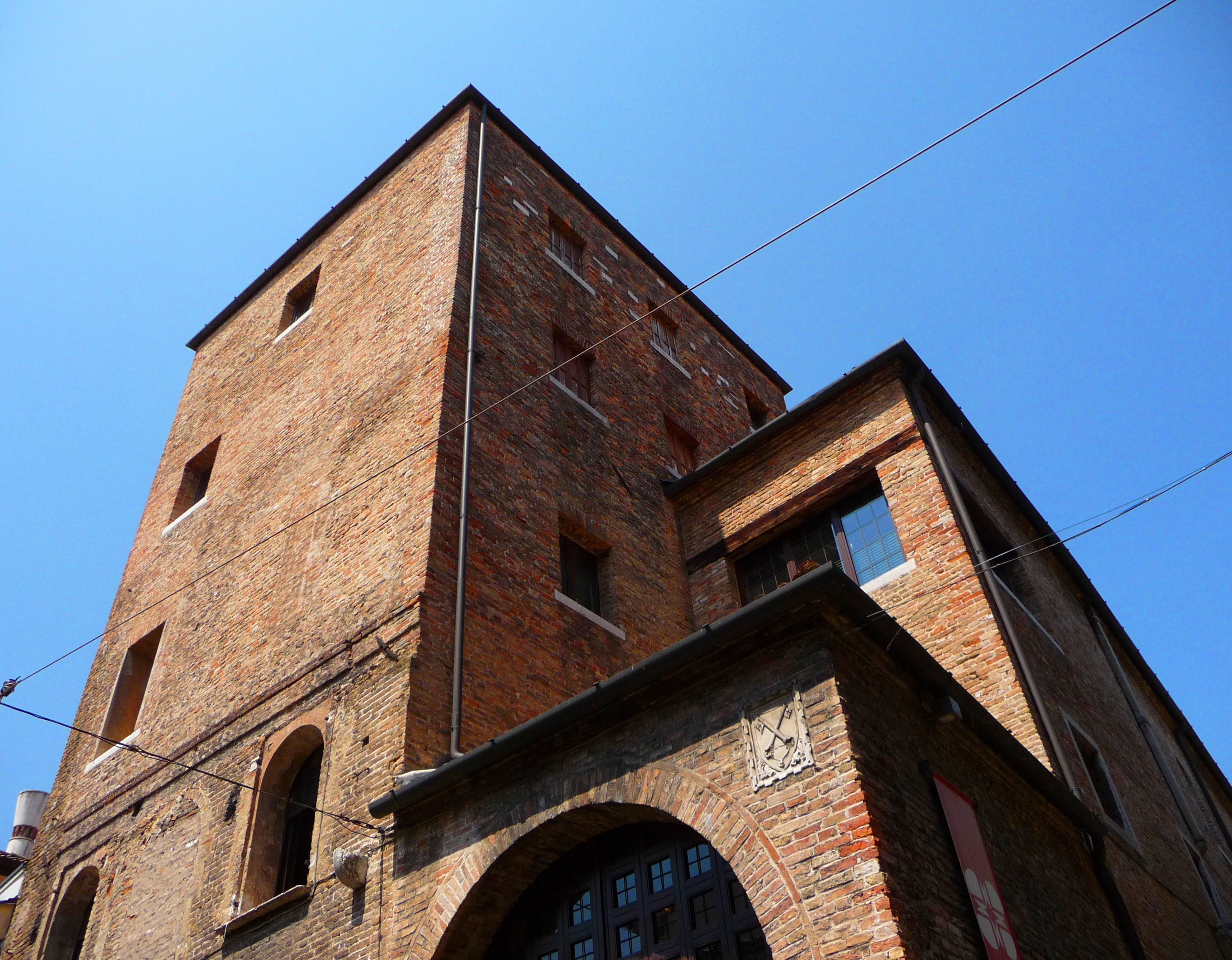
Torre del conte Giovanni
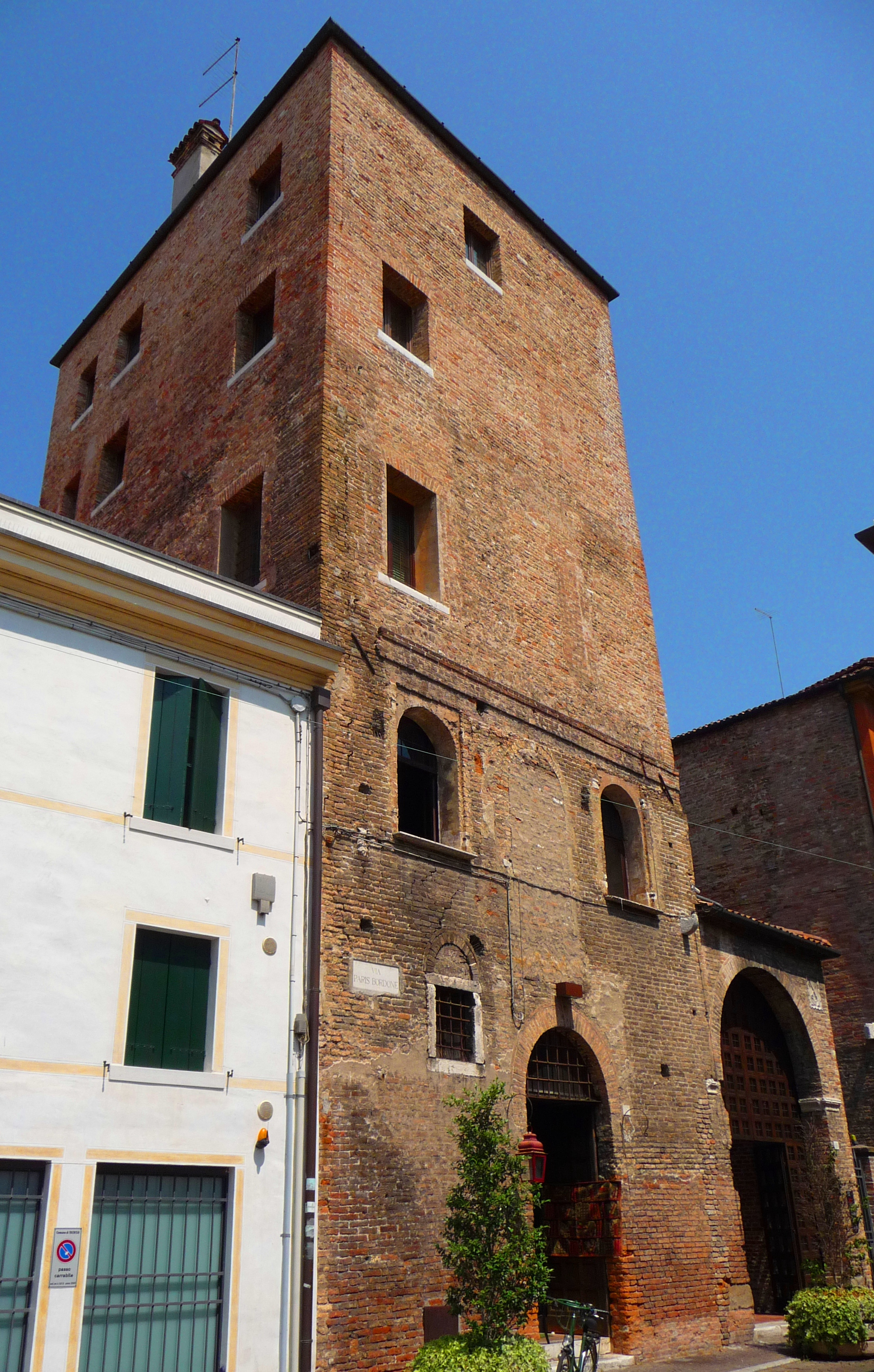
Torre del conte Giovanni
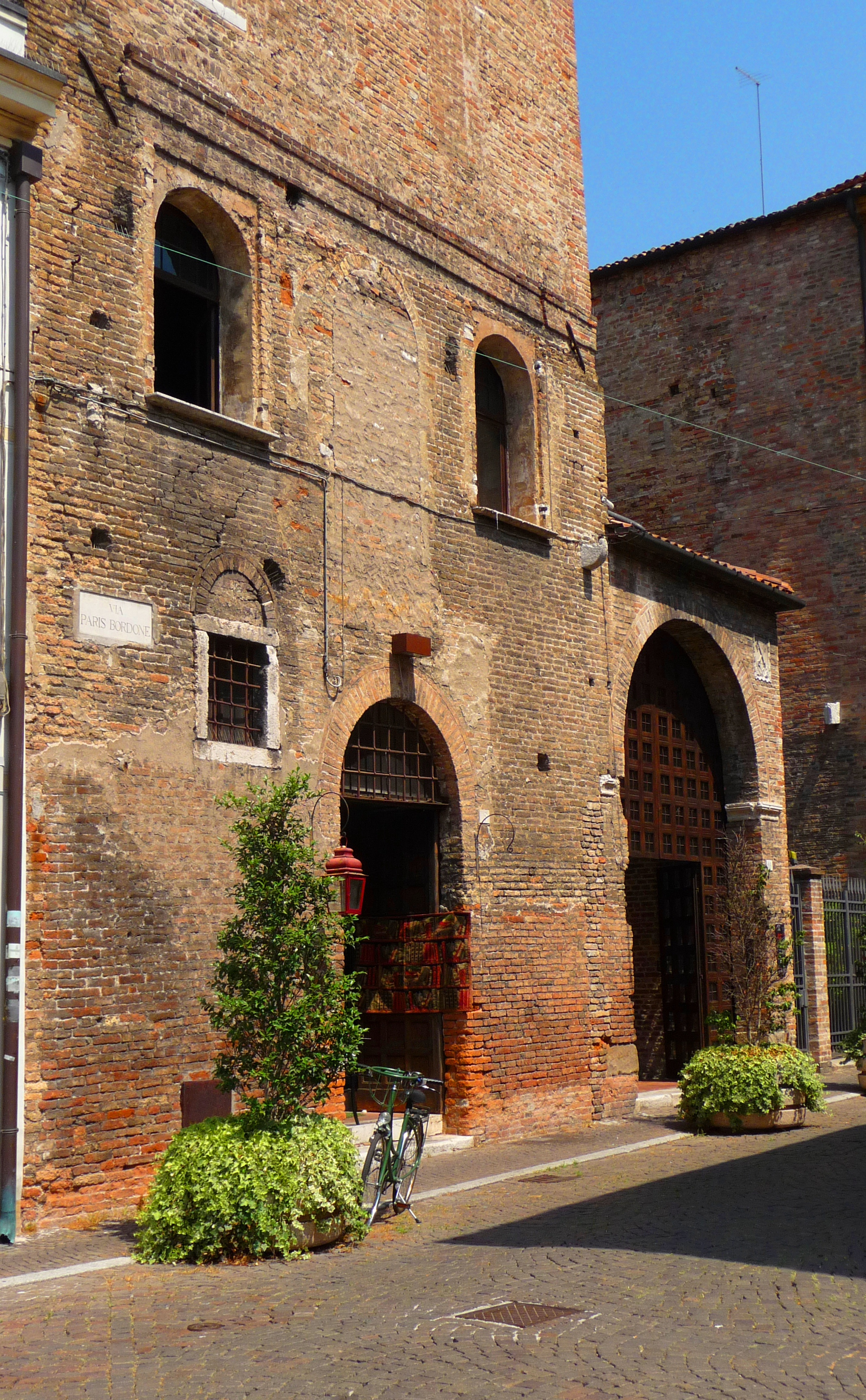
Ingresso alla torre del Conte Giovanni
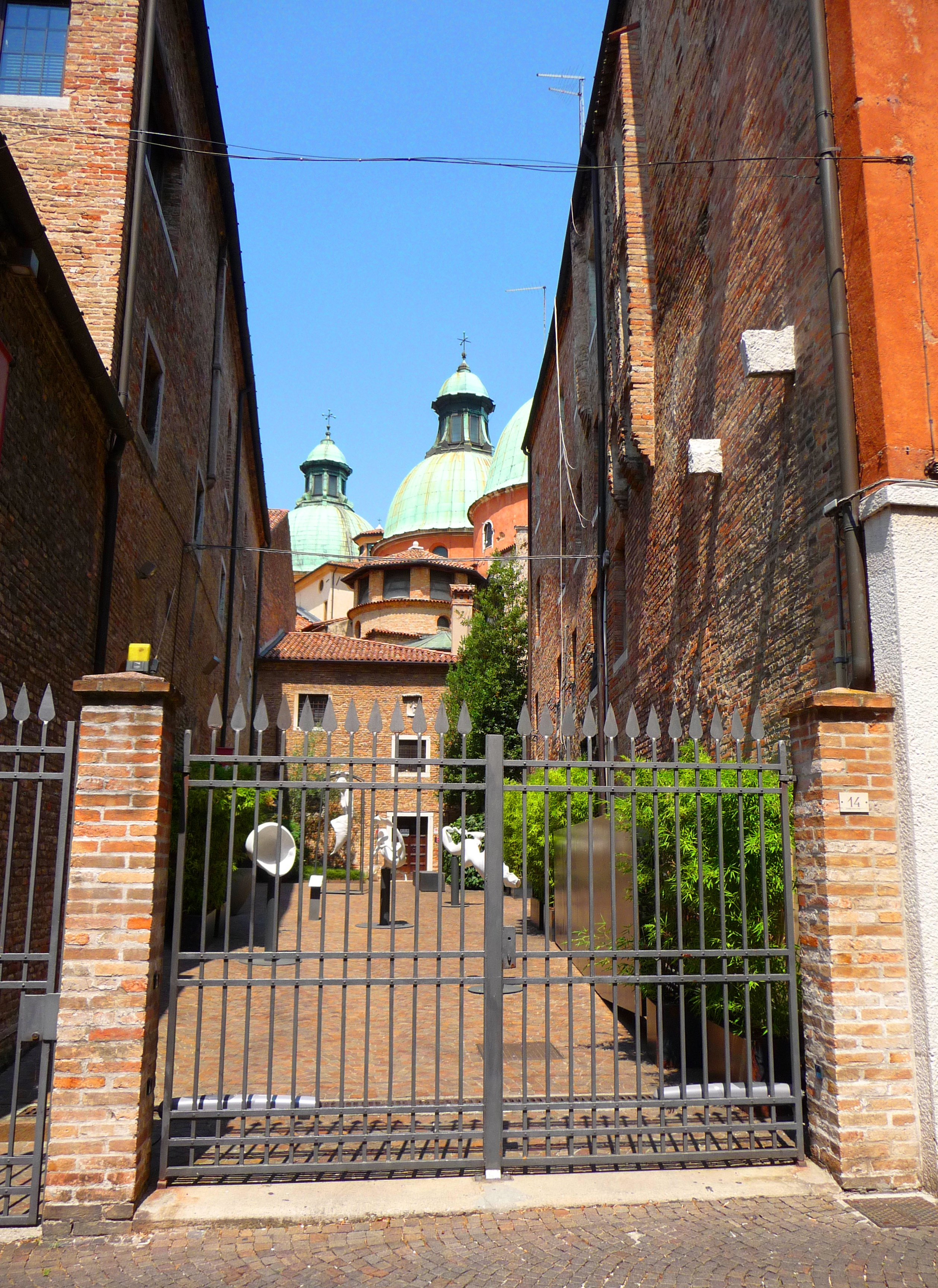
L'area bombardata in via Paris Bordon